# Matt Harpring
Matthew Joseph Harpring, detto Matt (Cincinnati, 31 maggio 1976), è un ex cestista statunitense, professionista nella NBA.

## Carriera
Scelto dagli Orlando Magic nel Draft 1998 gioca i primi anni oltre che con la squadra della Florida anche con i Cleveland Cavaliers e con i Philadelphia 76ers di Allen Iverson. Ma il suo periodo d'oro lo vive a Utah dove va a rinforzare una squadra che ha appena perso i suoi più grandi leader di sempre: John Stockton e Karl Malone. Qui mette in evidenza tutte le sue caratteristiche diventando, insieme al russo Andrej Kirilenko, una bandiera di Utah.

## Statistiche

### College
| Anno      | Squadra               | PG  | PT  | MP   | TC%  | 3P%  | TL%  | RP  | AP  | PRP | SP  | PP   |
| --------- | --------------------- | --- | --- | ---- | ---- | ---- | ---- | --- | --- | --- | --- | ---- |
| 1994-1995 | Georgia T. Yel. Jack. | 29  | 24  | 33,3 | 48,4 | 38,4 | 73,6 | 6,2 | 2,3 | 1,3 | 0,2 | 12,1 |
| 1995-1996 | Georgia T. Yel. Jack. | 36  | 36  | 36,9 | 51,0 | 42,9 | 76,2 | 8,1 | 2,2 | 1,8 | 0,1 | 18,6 |
| 1996-1997 | Georgia T. Yel. Jack. | 27  | 27  | 37,6 | 41,2 | 34,2 | 67,5 | 8,2 | 2,2 | 1,2 | 0,4 | 19,0 |
| 1997-1998 | Georgia T. Yel. Jack. | 32  | 32  | 36,3 | 45,6 | 31,0 | 81,0 | 9,4 | 2,6 | 1,4 | 0,2 | 21,6 |
| Carriera  | Carriera              | 124 | 119 | 36,1 | 46,5 | 36,1 | 75,3 | 8,0 | 2,3 | 1,4 | 0,2 | 17,9 |

### NBA

#### Regular Season
| Anno      | Squadra             | PG  | PT  | MP   | TC%  | 3P%  | TL%  | RP  | AP  | PRP | SP  | PP   |
| --------- | ------------------- | --- | --- | ---- | ---- | ---- | ---- | --- | --- | --- | --- | ---- |
| 1998-1999 | Orlando Magic       | 50  | 22  | 22,3 | 46,3 | 40,0 | 71,3 | 4,3 | 0,9 | 0,6 | 0,1 | 8,2  |
| 1999-2000 | Orlando Magic       | 4   | 0   | 15,8 | 23,5 | 100  | 85,7 | 3,0 | 2,0 | 1,3 | 0,3 | 4,0  |
| 2000-2001 | Cleveland Cavaliers | 56  | 55  | 28,8 | 45,4 | 25,0 | 81,2 | 4,3 | 1,8 | 0,8 | 0,3 | 11,1 |
| 2001-2002 | Philadelphia 76ers  | 81  | 81  | 31,4 | 46,1 | 30,4 | 74,3 | 7,1 | 1,3 | 0,9 | 0,1 | 11,8 |
| 2002-2003 | Utah Jazz           | 78  | 69  | 32,8 | 51,1 | 41,3 | 79,2 | 6,6 | 1,7 | 0,9 | 0,2 | 17,6 |
| 2003-2004 | Utah Jazz           | 31  | 31  | 36,6 | 47,1 | 24,2 | 68,8 | 8,0 | 2,0 | 0,7 | 0,1 | 16,2 |
| 2004-2005 | Utah Jazz           | 78  | 55  | 33,1 | 48,9 | 20,9 | 77,8 | 6,2 | 1,8 | 0,9 | 0,2 | 14,0 |
| 2005-2006 | Utah Jazz           | 71  | 32  | 27,4 | 47,5 | 35,9 | 72,5 | 5,2 | 1,4 | 0,8 | 0,2 | 12,5 |
| 2006-2007 | Utah Jazz           | 77  | 2   | 25,5 | 49,1 | 33,3 | 76,7 | 4,6 | 1,3 | 0,7 | 0,1 | 11,6 |
| 2007-2008 | Utah Jazz           | 76  | 0   | 18,1 | 50,0 | 20,0 | 71,2 | 3,2 | 1,1 | 0,6 | 0,2 | 8,2  |
| 2008-2009 | Utah Jazz           | 63  | 2   | 11,0 | 46,1 | 0,0  | 76,4 | 2,0 | 0,4 | 0,5 | 0,1 | 4,4  |
| Carriera  | Carriera            | 665 | 349 | 26,4 | 48,1 | 33,3 | 75,3 | 5,1 | 1,4 | 0,7 | 0,2 | 11,5 |

#### Playoffs
| Anno     | Squadra            | PG | PT | MP   | TC%  | 3P%  | TL%  | RP  | AP  | PRP | SP  | PP   |
| -------- | ------------------ | -- | -- | ---- | ---- | ---- | ---- | --- | --- | --- | --- | ---- |
| 1999     | Orlando Magic      | 4  | 0  | 20,5 | 46,2 | 20,0 | 72,7 | 5,0 | 1,8 | 0,3 | 0,0 | 8,3  |
| 2002     | Philadelphia 76ers | 5  | 5  | 23,8 | 50,0 | -    | 77,8 | 5,2 | 1,4 | 1,0 | 0,0 | 10,2 |
| 2003     | Utah Jazz          | 5  | 5  | 31,2 | 48,4 | 14,3 | 81,3 | 5,4 | 1,0 | 1,0 | 0,2 | 14,8 |
| 2007     | Utah Jazz          | 17 | 0  | 25,5 | 45,6 | 0,0  | 72,3 | 4,8 | 1,4 | 0,4 | 0,2 | 9,3  |
| 2008     | Utah Jazz          | 12 | 0  | 17,4 | 39,7 | 33,3 | 80,0 | 2,8 | 0,7 | 0,6 | 0,3 | 6,6  |
| 2009     | Utah Jazz          | 5  | 0  | 9,8  | 50,0 | 0,0  | 100  | 1,8 | 0,8 | 0,4 | 0,2 | 4,8  |
| Carriera | Carriera           | 48 | 10 | 21,8 | 45,9 | 15,0 | 76,7 | 4,1 | 1,1 | 0,6 | 0,2 | 8,7  |

## Palmarès
- NCAA AP All-America Third Team (1998)
- NBA All-Rookie First Team (1999)